# Jacopo Zabolino
Jacopo Zabolino o Zabolini e anche Giacomo Vincioli (fl. XV secolo) è stato un pittore italiano attivo a Spoleto tra il 1461 e il 1494.

## Biografia
Dipinse affreschi dal 1488 nella chiesa di San Lorenzo ad Azzano, vicino a Spoleto. Gli sono stati attribuiti degli affreschi nell'edicola della Madonna delle Forche a Vallo di Nera lungo la strada che dal paese-castello porta a Castel San Felice.
Probabilmente la sua opera più ambiziosa è la decorazione ad affresco staccato della volta della chiesa di Santa Caterina della Stelletta di Spoleto, ora esposta nel Museo delle Belle Arti di Budapest, costituito dalla figura di Cristo Benedicente alta sei metri e mezzo e i busti dei Quattro Evangelisti su una scala simile.
Sembra che abbia avuto una serie di problemi avendo lasciato delle opere incomplete.